# District franc fédéral du Grand Muveran
Le district franc fédéral, du Grand Muveran, situé dans le canton de Vaud, en Suisse, est une zone de protection de la nature.

## Sources
1. ↑  « Districts francs fédéraux »(Archive.org • Wikiwix • Archive.is • Google • Que faire ?), sur bafu.admin.ch (consulté le 29 janvier 2018).
2. ↑  « Ordonnance concernant les districts francs fédéraux (ODF) »(Archive.org • Wikiwix • Archive.is • Google • Que faire ?), sur admin.ch, du 30 septembre 1991 (etat le 15 juillet 2015) (consulté le 29 janvier 2018).